# Іконостас

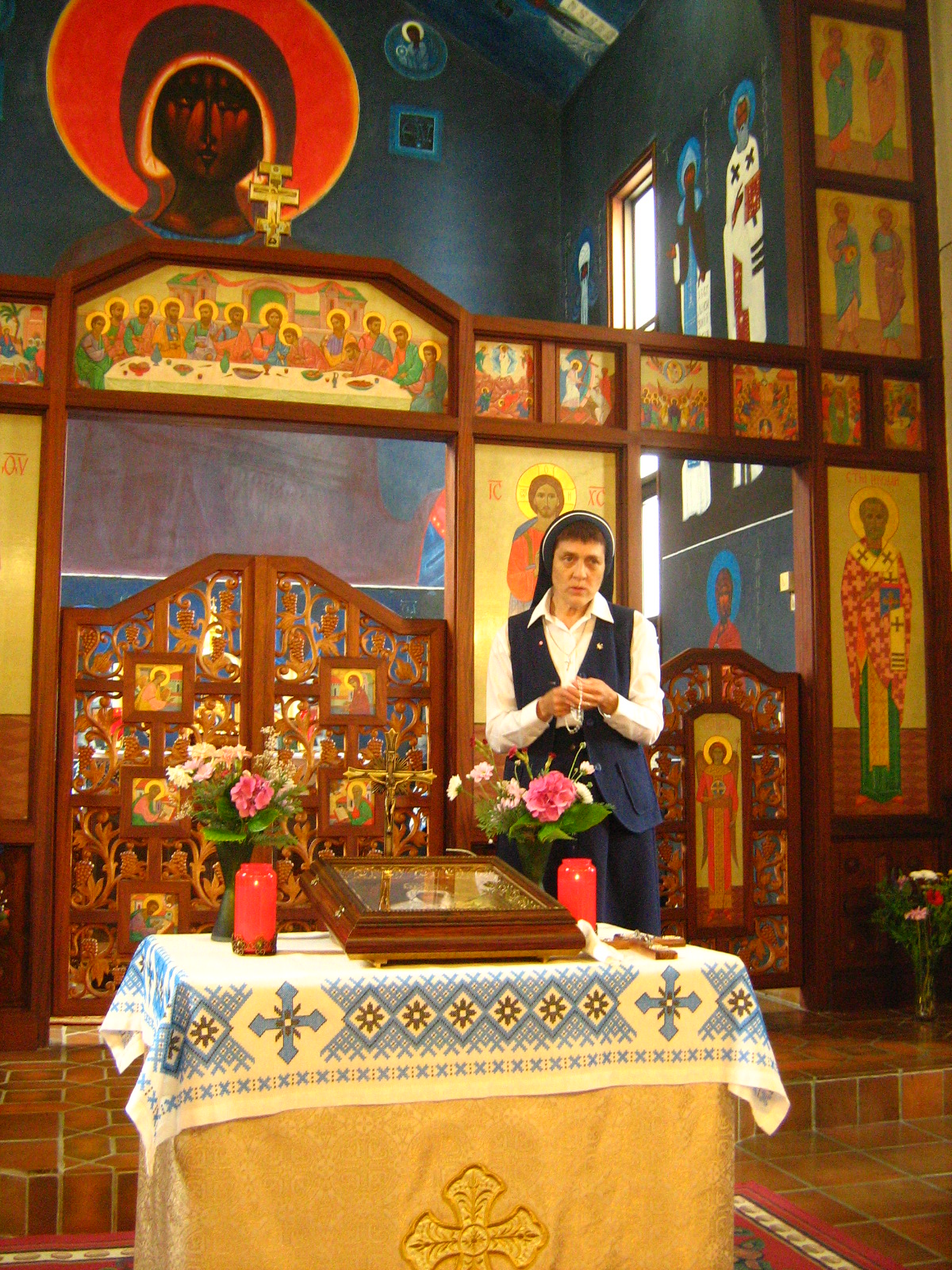
Іконостас української греко-католицької церкви в Лурді — автор Петро Холодний (молодший)

Іконоста́с, іконостав (грец. εἰκονοστάσιον, від грец. εἰκών, ἡ, ikón — образ, що нагадує предмет, схожість і грец. στάσις, від нього грец. στάση — місце, або підставка) — стіна з ікон у храмі східного (візантійського) обряду, яка відокремлює вівтар від центральної частини церкви. Має «царські» та двоє бічних «дияконських» дверей (воріт). Іконостас стоїть на підвищенні — солеї, за «царськими» воротами має завісу. 
Символізує межу між небом і землею, оскільки вівтарна частина вважається пам'яткою Христу, конха — небосхилом, амвон — каменем перед гробницею Ісуса.
Ще у Візантійській імперії IV–VI століть з'явилися мармурові парапети, що відокремлювали вівтарну частину, в VII столітті вони поступилися місцем темплонам. Однак перегороджувати цілісний інтер'єр храму візантійці вважали недоречним. І тільки у XIV столітті в церквах східних слов'ян виникла багатоярусна стіна з іконами. Колони темплону перетворились у 12 пілястр (символ 12 «стовпів» церкви — апостолів), поперечні тяги — у тябло (дерев'яний брус вівтарної перегородки для встановлення ікон).

## Виникнення
У 313 році імператор Костянтин Великий дарував свободу віросповідання всім жителям Римської імперії, після чого почалося масове будівництво християнських храмів. Перші храми мали форму базиліки (довгастого приміщення з рядом колон, що розділяли його на нефи), вівтарний простір в них відокремлювався низькою перегородкою, що символізувала кордон світу горішнього і долішнього, але престол був відкритий погляду тих, хто молиться.
Найбільш ранні відомості про повне розмежування основного об'єму храму від його вівтарної частини можна зустріти у «Діянні римських пап» (лат. Liber Pontificalis), де згадуються вишиті золотом пелени-завіси, замовлені папою Пасхалієм І (817–824) для арок вівтаря у Соборі святого Петра., Однак, сам легкий матеріал та сюжетність різних комплектів цих завіс, які, очевидно, змінювалися протягом літургічного року (на одному комплекті зображались «діяння апостолів», а на іншому — «Воскресіння»), свідчать про нестійкість цієї практики, що була також відома і на Сході. Проте брак детальних відомостей не дає можливості точно сказати, наскільки повно ці завіси відокремлювали вірян від вівтарної частини.
Початок формування іконостаса в нинішньому його розумінні сягає ХІ століття. Саме тоді вівтарна перегородка, що являла собою лише ряд колон, котрі акцентували на вівтарі, стала завішуватись суцільною завісою. Це почали робити після перенесення туди Святих Дарів у ряді візантійських монастирів, про що згадується в одному з літургічних коментарів Миколая Андідського (друга половина ХІ ст.). Відомий також лист Никити — синкела Софійського собору Константинополя до богослова Студійського монастиря Никити Стифата. У ньому йдеться про звичай у деяких монастирях закривати весь вівтар завісою під час приготування Євхаристії таким чином, щоб ззовні віряни не бачили священників. Тут же наводиться приклад патріарха Євстахія (1019–1025), який таким способом служив Літургію. Никита Стифат підтримує цю практику, стверджуючи, що лише священники можуть бачити таїнство, повністю візуально розділивши євхаристійну спільноту.
Проте у цей початковий період свого існування таке повне відокремлення ще не мало форми обов'язкового канонічного припису і використовувалось не всюди. Разом із суцільною завісою почали виникати й іконописні зображення що її супроводжували і мали замінити вірянам огляд священників у вівтарі. Остаточно практика влаштування іконостасів та їх структура закріпились у XV столітті.

## Будова й елементи іконостасів

Іконостас Покровського собору Олександрії, освяченого 1996 року

Відображаючи ідею Небесного граду, загальна композиція іконостаса визначалася габаритами самого храму, розмірами ікон, їх взаємним розташуванням та колірною гамою.
В іконостасі влаштовувалося три входи: північний, південний і центральний — Царські врата, головним сюжетом котрих було зображення чотирьох євангелістів і сцени Благовіщення.
Ряди ікон, т. зв. чини розташовуються на тяблах у певній послідовності:
- 1-й ярус із Царськими вратами, це — т. зв. місцевий чин, у якому знаходяться зображення Господа і Богоматері, ікони святих, яким присвячено храм, а також самі шановні у даній місцевості (т. зв. місцеві).
- Над ним розташований вузький т. зв. малий святковий чин.
- Вище знаходиться Деісусний чин — головна частина іконостаса, де в центрі зображено Спасителя, а зліва і справа розміщаються ікони Богоматері, Івана Хрестителя й апостолів.
- Наступний ярус — Святковий чин із показом дванадцяти найголовніших свят православної церкви, а саме: Хрещення, Воскресіння, Благовіщення, Вхід Господа в Єрусалим, Вознесіння Господнє, Преображення Господнє, Успіння, Різдво Пресвятої Богородиці, Воздвиження Животворящого Хреста Господнього, Покрова Пресвятої Богородиці, Введення в Храм Пресвятої Богородиці, Різдво Христове.
- Ще вище — Пророцький чин, у якому представлені лики пророків по боках від ікони Богоматері з Дитиною,
- Верхній ярус — Прабатьківський чин, що складається з батьків і патріархів церкви із зображенням Бога Отця в центрі.

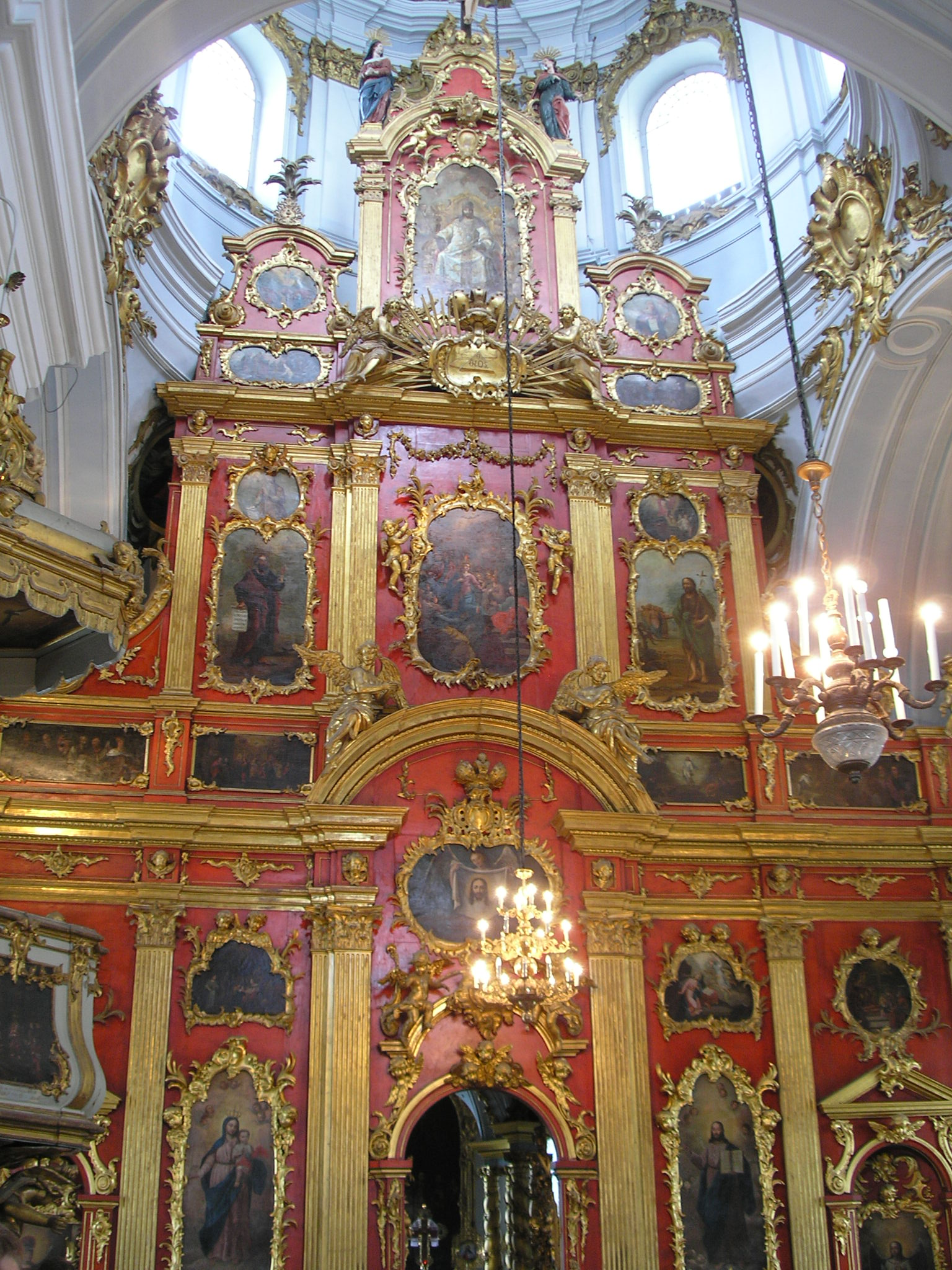
Іконостас в Андріївській церкві

Вся композиція увінчана зображенням хреста.
Загалом розвиток композицій іконостаса збігався зі стильовим розвитком мистецтва. Так, архітектори XIX століття створювали їх у вигляді тріумфальних арок.
Друге значення слова іконостас — кіот в інтер'єрі церкви, який примикає до стовпа або простінка.

## Найцінніші іконостаси України
В Україні збереглося багато іконостасів, які мають велику художню цінність:
- у Львові в церкві Св. Параскеви П'ятниці (кінця XVI — початку XVII ст.),
- у Рогатині (1650),
- Скварявський іконостас 1697–1699 рр. авторства Івана Рутковича
- Іконостас із монастиря Манявський скит (Богородчанський іконостас) 1698–1705 рр. авторства Йова Кондзелевича
- в Києві в Андріївській церкві (1747–1753) та ін.

Українські іконостаси
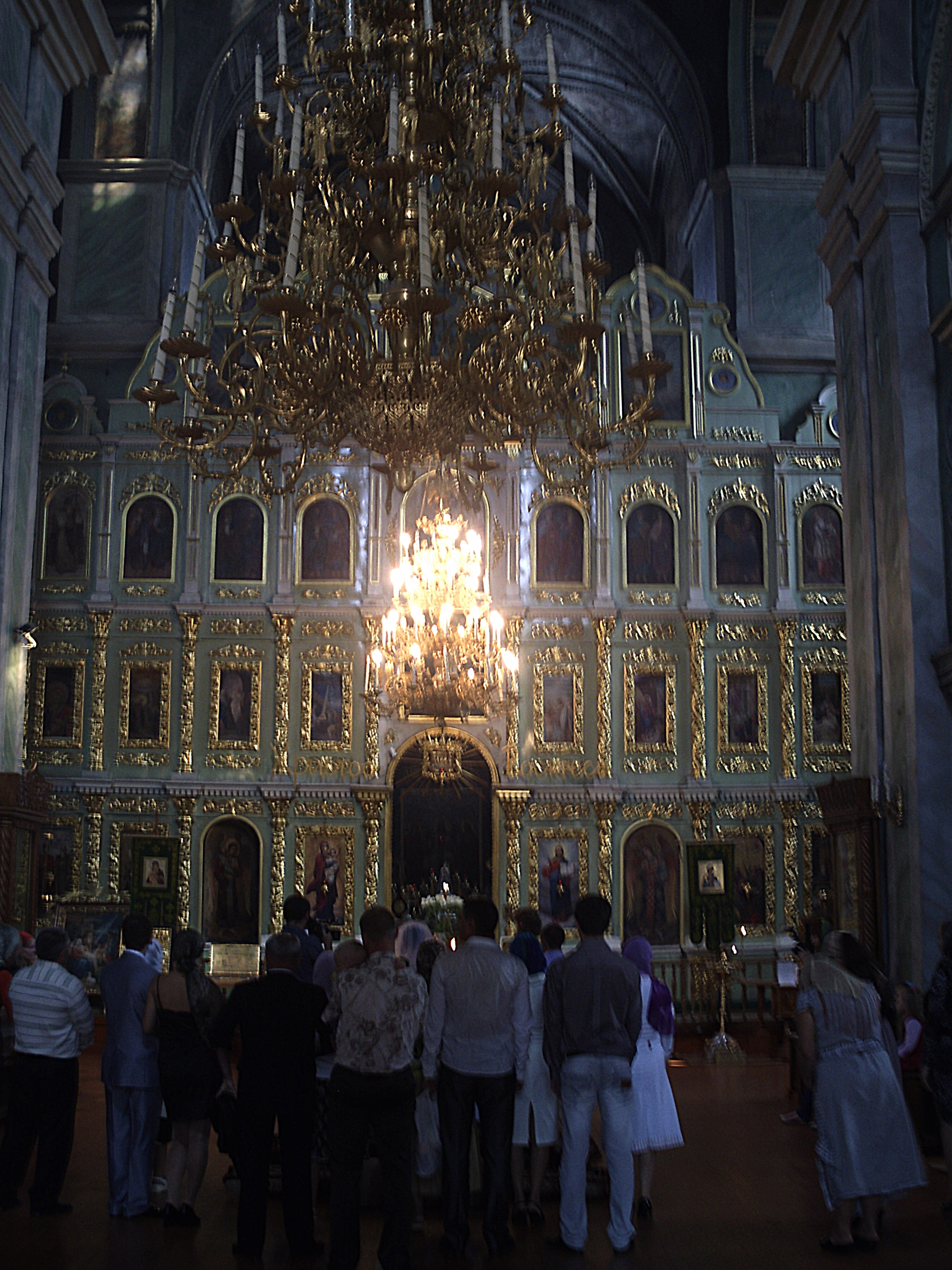
Іконостас Троїцького собору Чернігів
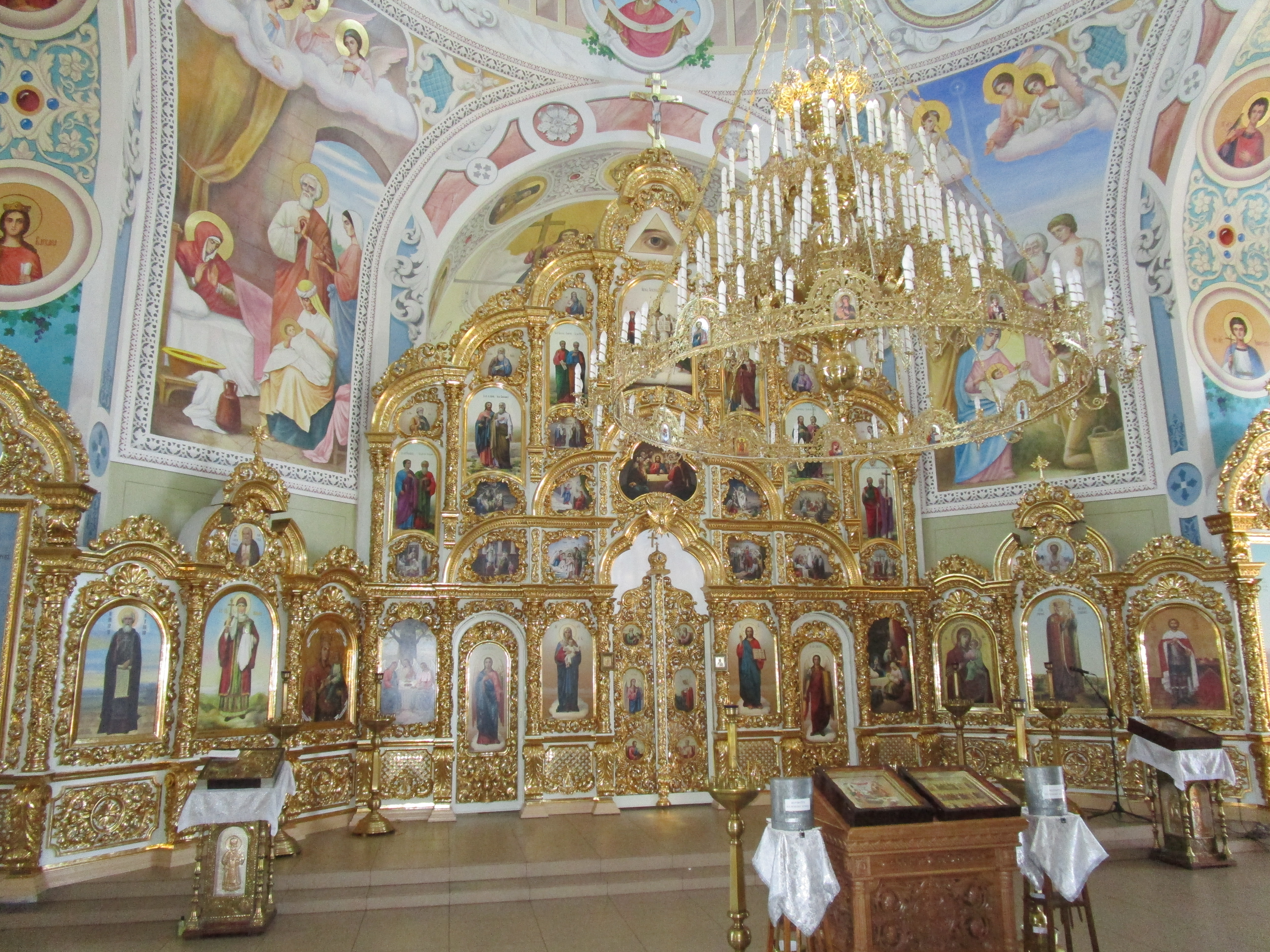
Іконостас Храма Різдва Пресвятої Богородиці (Дергачі)
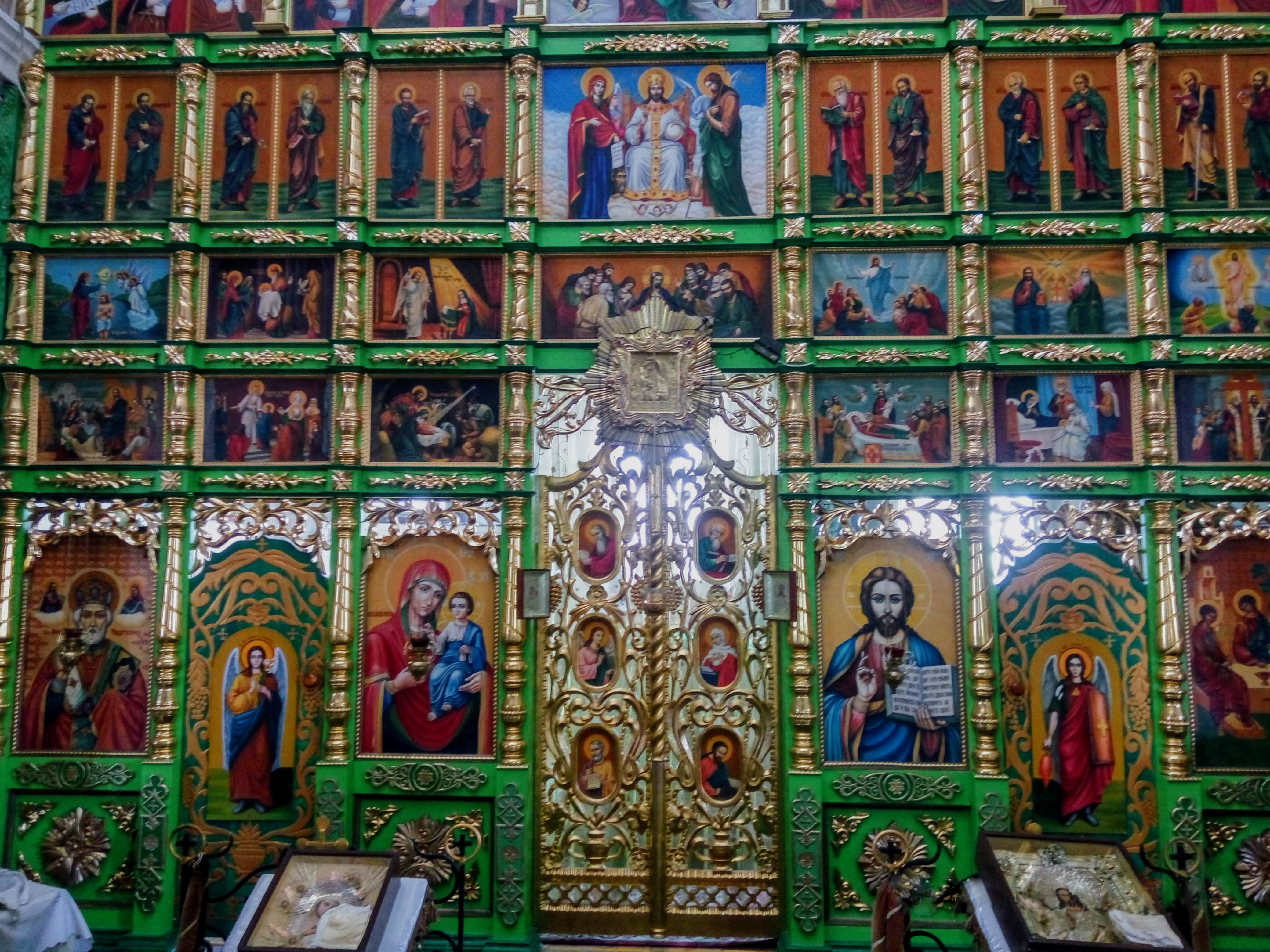
Іконостас Свято-Троїцької церкви в смт. Диканька
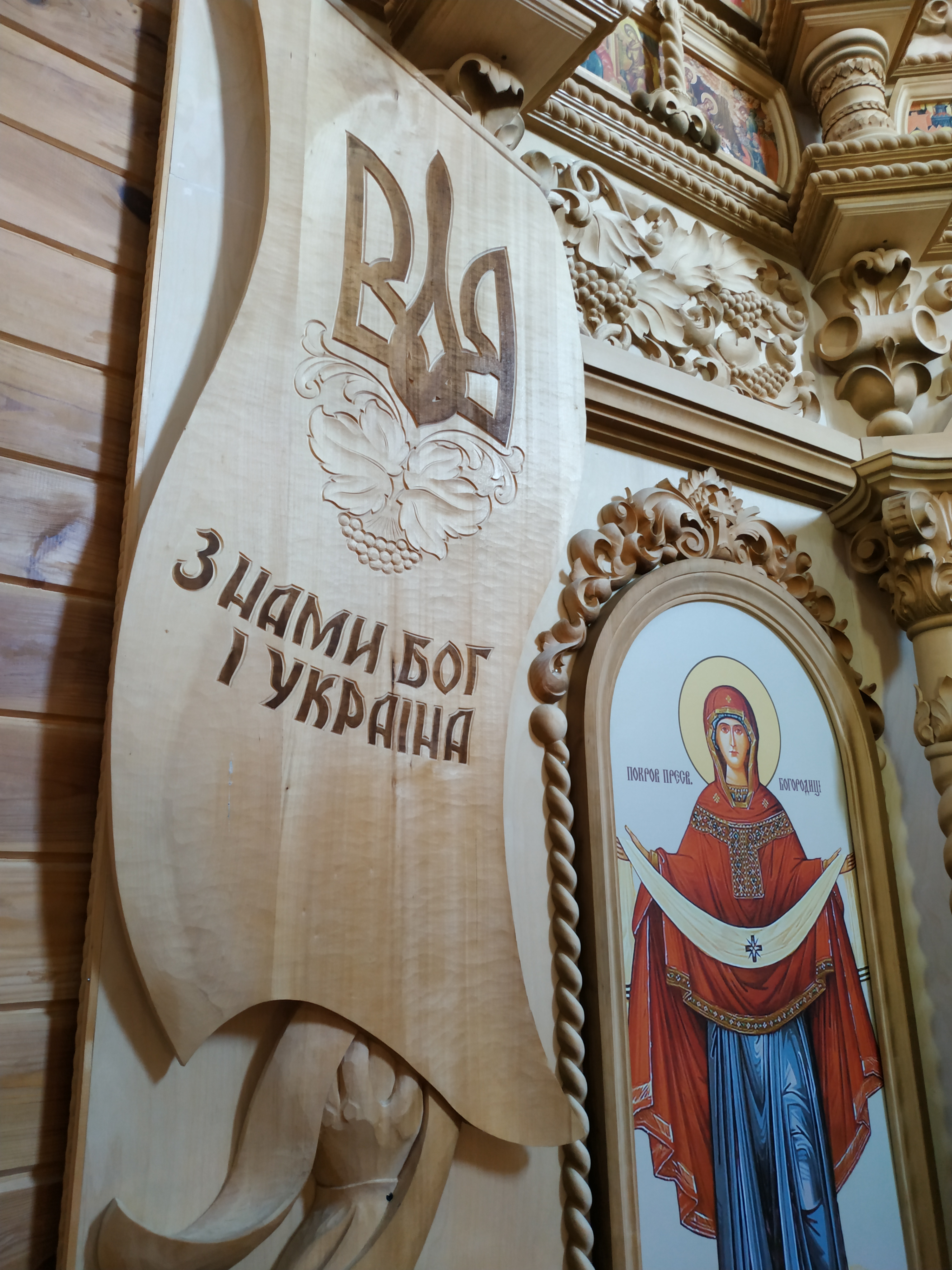
Іконостас в церкві на честь святого Петра Калнишевського (хутір Буда)
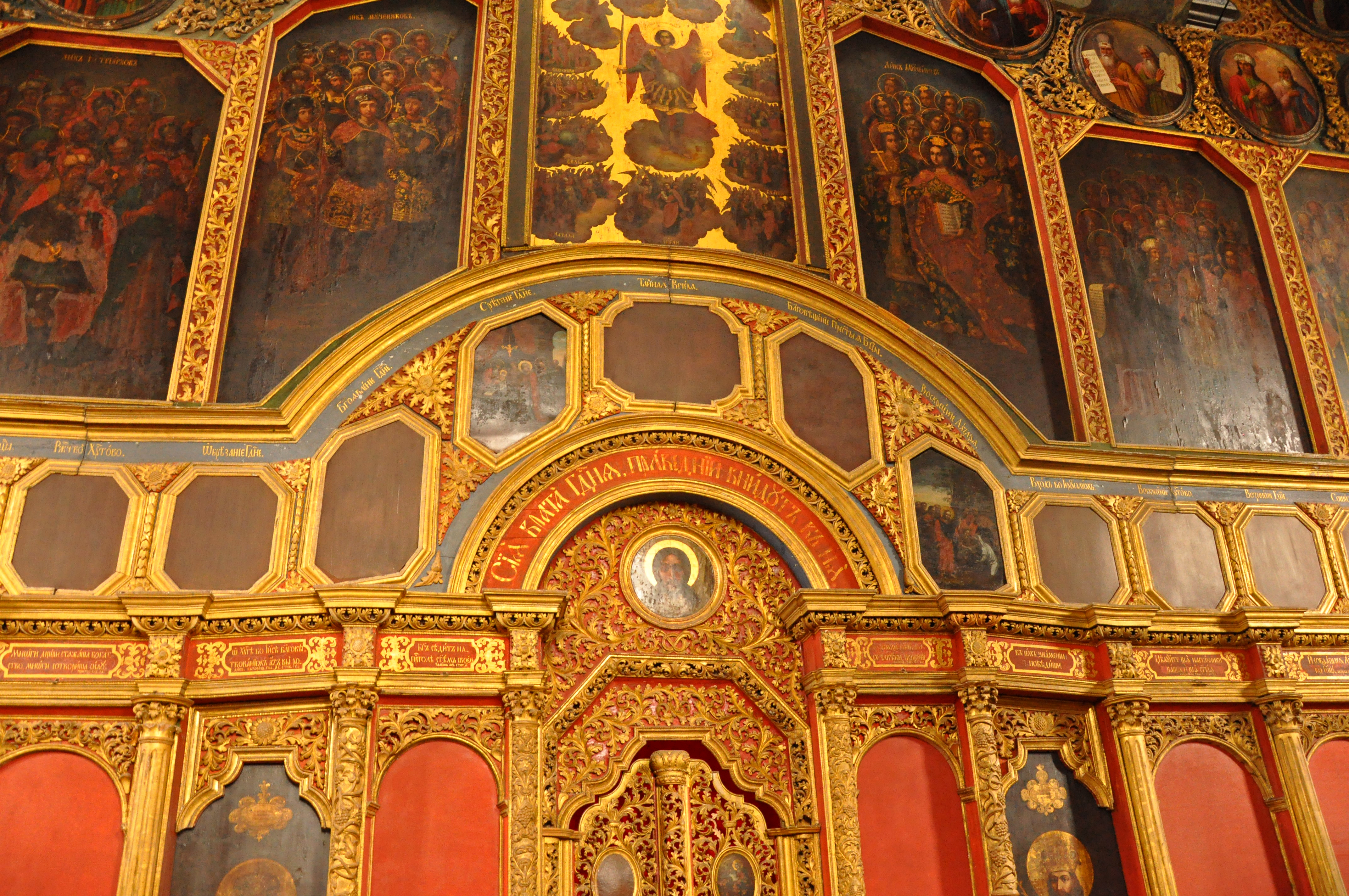
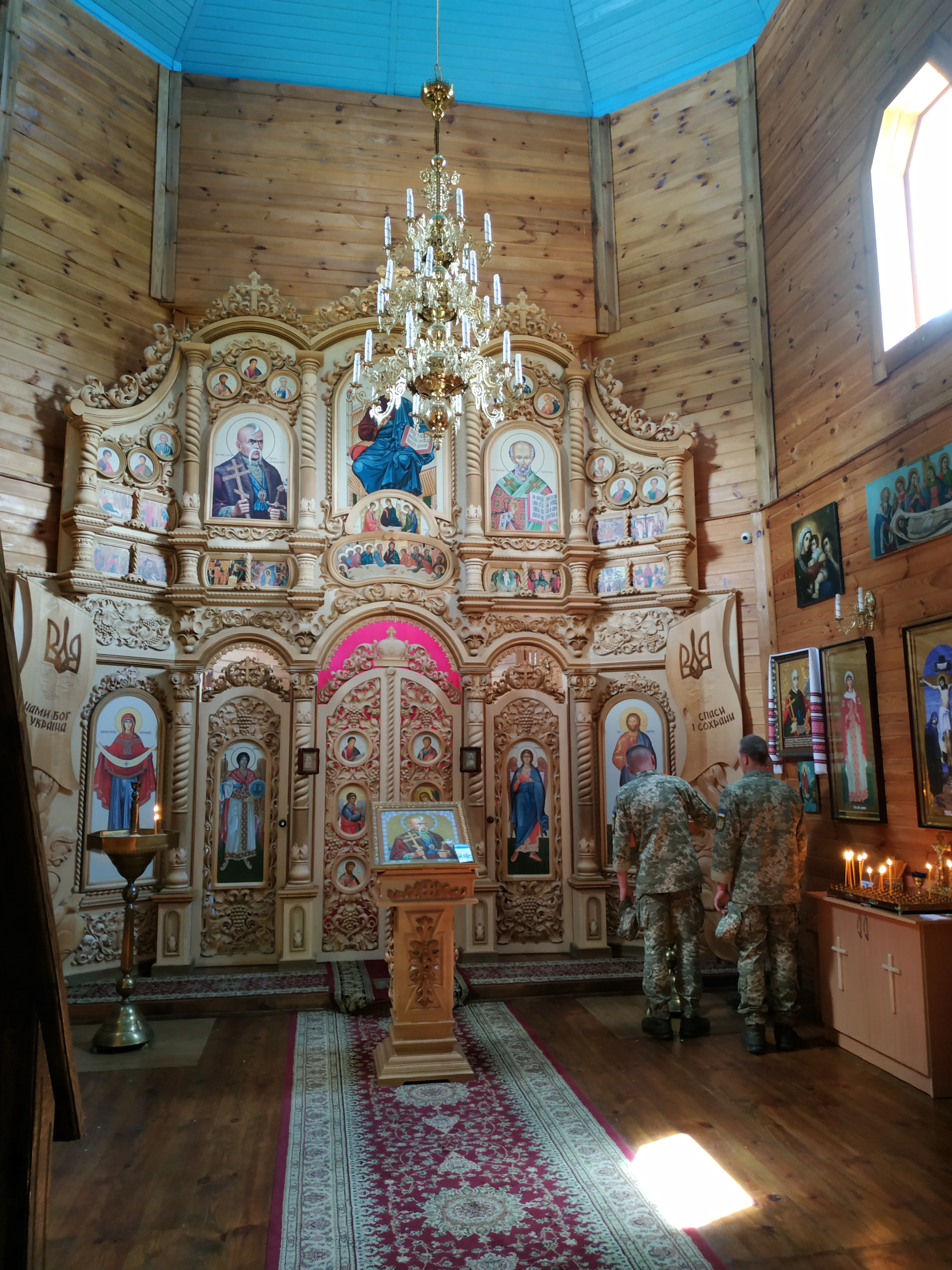
Церква Петра Калнишевського іконостас (хутір Буда)